# ملیزه
ملیزه (به هلندی: Milheeze) یک منطقهٔ مسکونی در هلند است که در خیمرت-باکل واقع شده‌است. ملیزه ۲٬۰۱۵ نفر جمعیت دارد.